# Eastern College Athletic Conference
L'Eastern College Athletic Conference (ou ECAC) est une association américaine de sports universitaires qui gère les compétitions de 35 disciplines sportives. Elle regroupe 317 institutions au sein des 3 divisions de la NCAA, allant du Maine à la Caroline du Nord.
L'ECAC a été fondée en 1938 sous le nom de Central Office for Eastern Intercollegiate Athletics (Office central du sport universitaire de l'est). La même année, l'ECAC a intégré l'Eastern Association of Intercollegiate Athletics for Women (EAIAW) en son sein. La plupart des membres de cette conférence sont également inscrites dans d'autres conférences sportives. Mais l'ECAC leur permet de participer aux compétitions de certains sports qui ne sont pas disponibles dans les autres conférences.
Le quartier général de l'association est situé dans le village de Centerville (Massachusetts), sur la presqu'île de Cap Cod.